# توماس فوكيت
توماس فوكيت (25 سبتمبر 1994 ببلجيكا - ) هو لاعب كرة قدم بلجيكي في مركز الوسط. شارك مع منتخب بلجيكا تحت 19 سنة لكرة القدم ومنتخب بلجيكا تحت 21 سنة لكرة القدم. أما مع النوادي، فقد لعب مع أوستينده ونادي غينت.

## وصلات خارجية
- توماس فوكيت على موقع الاتحاد الدولي (مؤرشف)  (الإنجليزية)
- توماس فوكيت على موقع الاتحاد الأوربي (الإنجليزية)
- توماس فوكيت على موقع الاتحاد البلجيكي (الإنجليزية)
- توماس فوكيت على موقع إي إس بي إن إف سي (الإنجليزية)
- توماس فوكيت على موقع قاعدة بيانات كرة القدم.إي يو (الإنجليزية)
- توماس فوكيت على موقع ليكيب (الفرنسية)
- توماس فوكيت على موقع ناشيونال فوتبول تيمز (الإنجليزية)
- توماس فوكيت على موقع Soccerbase.com (لاعب) (الإنجليزية)
- توماس فوكيت على موقع Soccerway.com (الإنجليزية)
- توماس فوكيت على موقع عالم كرة القدم.نت (الإنجليزية)